# Residenzgalerie
La Residenzgalerie est un musée d'art située dans la Résidence de Salzbourg, à Salzbourg en Autriche.
Sa collection comprend notamment des œuvres de Rembrandt, Carel Fabritius, Carlo Saraceni et Hieronymous II Francken (en).